# Carboxyvinyl-carboxyphosphonate phosphorylmutase
La carboxyvinyl-carboxyphosphonate phosphorylmutase est une transférase qui catalyse la réaction :
1-carboxyvinyl-carboxyphosphonate  {\displaystyle \rightleftharpoons }  3-(hydrohydroxyphosphoryl)pyruvate + CO2.
Cette enzyme est produite notamment par Streptomyces hygroscopicus, une bactérie de l'ordre des Actinomycetales, pour la synthèse du bialaphos.